# Photuris missouriensis
Photuris missouriensis är en skalbaggsart som beskrevs av Mcdermot 1962. Photuris missouriensis ingår i släktet Photuris och familjen lysmaskar. Inga underarter finns listade i Catalogue of Life.